# Siegel Kaliforniens
Das Siegel des US-Bundesstaats Kalifornien wurde von Robert Selden Garnett entworfen und von Albert Kuner graviert. Es wurde 1849 durch die konstitutionelle Versammlung Kaliforniens angenommen, bevor Kalifornien 1850 Bundesstaat wurde.
Es wurde 1937 ohne inhaltliche Veränderungen überarbeitet.

## Beschreibung
Die Hauptfigur des Siegels stellt Minerva, die römische Göttin der Weisheit, dar. Da Minerva direkt dem Gehirn Jupiters als Erwachsene entsprang, ist dies ein Hinweis darauf, dass Kalifornien nicht erst Territorium war, bevor es zum Bundesstaat wurde.
Vor Minerva steht ein Grizzlybär, das offizielle Staatstier und ein Symbol für Stärke und Unabhängigkeit. Er frisst von einer Weinrebe, welche die Weinproduktion Kaliforniens darstellt, während ein Bündel Getreide und ein Spaten die Landwirtschaft des Landes repräsentieren.
Ein Goldsucher arbeitet als Zeichen für das Goldvorkommen am linken Rand mit einer Spitzhacke. Neben ihm liegen eine Goldpfanne und eine Wippe, eine damals häufig vorkommende Konstruktion zur Goldgewinnung aus großen Mengen Sand während des kalifornischen Goldrausches.
Im Hintergrund sieht man den Sacramento River und die schneebedeckten Berge der Sierra Nevada. Auf dem Fluss fahren verschiedene Schiffe, da zu der Zeit, als das Siegel erstellt wurde, der gesamte Export und Import auf dem Wasserweg stattfand.
Über den Bergen prangt das Staatsmotto Eureka (griechisch εὕρηκα, ich habe gefunden).
Um die Rundung des inneren Rings befinden sich 31 Sterne. Dies ist die Anzahl der Bundesstaaten zu dem Zeitpunkt, an dem Kalifornien Bundesstaat wurde (1850).
Auf dem äußeren Ring des Siegels befindet sich der Schriftzug:
„The Great Seal of the State of California“
(Das große Siegel des Staates Kalifornien)